# Rodolfo Massi
Rodolfo Massi (* 17. September 1965 in Corinaldo) ist ein ehemaliger italienischer Radrennfahrer.

## Sportliche Karriere
Nachdem Rodolfo Massi schon als Amateur viele Rennen gewonnen hatte, wurde er, versehen mit großen Vorschusslorbeeren, 1987 Profi. Aber bereits ein Jahr später brach er sich ein Bein und musste operiert werden, was dazu führte, dass ein Bein einige Zentimeter kürzer blieb. So blieb ihm nur der Job als Edeldomestike, der ihm aber auch dennoch einige Erfolge einbrachte.
Sein wohl bestes Karrierejahr war das Jahr 1998, als Massi sowohl die Mittelmeer-Rundfahrt als auch den Giro di Calabria gewann. Im selben Jahr gewann er bei der Tour de France eine Bergetappe, lag nach der 16. Etappe auf Platz 7 in der Gesamtwertung und führte zudem die Bergwertung an. Dann aber fand man in seinem Hotelzimmer Dopingmittel, er wurde von der Polizei verhört und konnte nicht mehr weiter an der Tour teilnehmen. Er wurde als erster Rennfahrer überhaupt wegen Dopings inhaftiert und später für sechs Monate gesperrt. Im Peloton wurde er nur „Der Apotheker“ genannt.
Danach spielte er keine bedeutende Rolle mehr im internationalen Radsport, auch wenn er 2000 noch eine Etappe beim GP du Midi-Libre gewinnen konnte und zum Abschluss seiner Karriere beim Giro d’Italia 2003 noch einmal Platz 67 in der Gesamtwertung belegte.

## Palmarès
1994
- Settimana Internazionale

1996
- eine Etappe Giro d’Italia

1997
- Tour du Haut-Var
- eine Etappe Vuelta a Valencia

1998
- Mittelmeer-Rundfahrt
- Gesamtwertung und eine Etappe Giro di Calabria
- eine Etappe Critérium International
- eine Etappe Tour de France

2000
- eine Etappe Grand Prix Midi Libre